# شاهزاده الکساندر هسن و راین
شاهزاده الکساندر هسن و راین (به انگلیسی: Prince Alexander of Hesse and by Rhine) (۱۵ ژوئیه ۱۸۲۳ – ۱۵ دسامبر ۱۸۸۸) سومین پسر و چهارمین فرزند لودویگ دوم، دوک بزرگ هسن و ویلهلمین بادن بود. خواهر او تزارینا ماریا الکساندروونا همسر الکساندر دوم، امپراتور روسیه بود. نوادگان الکساندر و همسرش کنتس جولیای هاوکه، خاندان‌های باتنبرگ و مونتباتن را تشکیل می‌دهند.
در هنگام ازدواج خواهر الکساندر با ولیعهد روسیه، او به همراه خواهرش به روسیه رفت و در دربار آن کشور ماند. او در روسیه با کنتس جولیای هاوکه که یکی از ندیمه‌های خواهرش بود آشنا شد و تصمیم به ازدواج با او گرفت. اما نیکلای یکم که الکساندر را برای ازدواج با خواهرزاده‌اش درنظر داشت او را از ارتباط با جولیا منع کرد. الکساندر مدتی به انگلستان رفت اما بعد به سن پترزبورگ برگشته و با جولیا از روسیه فرار کرد. آن دو در سال ۱۸۵۱ در وروتسواو ازدواج کردند. لودویگ سوم، دوک بزرگ هسن برادر بزرگ الکساندر به این زوج اجازه داد به هسن بازگردند اما ازدواج آن دو را ازدواج ناهم‌تراز تلقی کرد. همزمان او عنوان گرافین باتنبرگ را به جولیا اعطا کرد. در سال ۱۸۵۸، لودویگ سوم عنوان جولیا را از کنتس به شاهدخت باتنبرگ ارتقا داد. الکساندر و جولیا صاحب پنج فرزند شدند. شاهزاده فیلیپ، دوک ادینبرو نوه شاهزاده لوییس باتنبرگ، پسر بزرگ این دو است.
شاهزاده الکساندر در سال ۱۸۸۸ بر اثر ابتلا به سرطان درگذشت و جسد او در دارمشتات دفن شده است.